# Kamila (Červený trpaslík)
Kamila (v anglickém originále Camille) je první epizoda čtvrté série (a celkově devatenáctá v rámci seriálu) britského kultovního sci-fi seriálu / sitcomu Červený trpaslík. Poprvé byla odvysílána 14. února 1991 na stanici BBC2. Scénář napsali Rob Grant a Doug Naylor, režie Ed Bye a Paul Jackson.

## Námět
David Lister učí Krytona lhát, zdá se, že neúspěšně. Jeho program není snadné obelstít. Kryton však tuto lekci nakonec využije, když oponuje Rimmerovi a zejména tehdy, když se setká s Kamilou (GELFem na přání) a zamiluje se do ní.

## Děj epizody
David Lister učí Krytona lhát, aby android nebyl tak servilní k ostatním a byl nezávislejší. Když už se zdá, že to Kryton dokáže, vejde dovnitř Kocour a Lister se chce pochlubit demonstrací úspěšnosti své výuky, nicméně v Kocourově přítomnosti Kryton lhát nedokáže. Na obrazovce se objeví Arnold Rimmer, který už netrpělivě čeká na androida v hangáru. Když zmizí, Lister jej pobídne, aby si vzpomněl na předchozí lekci: úvod do urážek. Kryton se překoná a s obtížemi vysloví: "Maaaa...goooor!" Lister jej pochválí, ale křest ohněm bude teprve při skutečném setkání.
Rimmer s Krytonem (jenž je u řízení) letí na pozorování asteroidů, Rimmer má cestou obvyklé narážky. Když Holly zachytí volání o pomoc z nedaleké planetky, Rimmer chce letět pryč, ale Kryton jeho naléhání ignoruje a přistane na planetce u vraku kosmické lodi. Vydává se na průzkum a dostane se do potíží, ze kterých ho vysvobodí Kamila - android série 4000 GTi (stejná série jako Kryton, jen s lepší výbavou). Kryton zaznamená vzájemný faktor kompatibility 93,72 (Kamila ho opraví, podle ní je 93,75) - jinými slovy láska na první pohled. Kamila se vyděsí, když se z vysílačky ozve Rimmer, tvrdí, že se nemůže s ostatními setkat. Kryton ji bere s sebou na palubu Kosmiku.
Tady ji spatří Rimmer, ne však jako androida, ale jako atraktivní hologram se stejnými zájmy. Také se do ní zamiluje a není mu nic podezřelé. Že něco nehraje, zjistí až Dave Lister na Červeném trpaslíku. I on vidí Kamilu jako svůj ideál, ale zaregistruje podezřelé Rimmerovo chování, jako by neslyšel odmítavou odpověď Kamily. Kamila se nakonec přizná, že je GELF na přání (geneticky upravená životní forma, jejímž smyslem života je plnit přání svého pána). Lister objasňuje Kocourovi, že se Kamila dokáže vizuálně přeměnit v to, co každý touží vidět. Kocour se jde podívat a uvidí sám sebe. Kamila se následně všem omlouvá, především Krytonovi, který je zklamaný nejvíc. Ospravedlňuje se mu, že kdyby se zjevila ve své skutečné podobě, nikdy by se mu nelíbila. Kryton žádá, ať tak učiní. Kamila se promění v hromadu slizu s jedním chapadlem a okem. Kryton zachová dekorum a podotkne, že vypadá hezky. Prostořeký Kocour ihned zareaguje "Hezky? Vypadá jako něco, co ukáplo sfinze z nosu!" Kryton si s Kamilou smluví rande do klubu Papoušek na palubě G. Večer spolu sledují film Casablanca, když je vyruší Holly, která jim oznámi, že se objevila loď s Hectorem, manželem Kamily. Kamila chce zůstat s Krytonem, ale ten ji přesvědčí, aby se vrátila k Hectorovi, protože k sobě patří.
Lister pozná, že Kryton lhal, odchod Kamily mu není lhostejný.

## Zajímavosti
- Manchesterská studia BBC North Oxford Road byla právě v rekonstrukci, když nastal čas začít pracovat na IV. sérii Červeného trpaslíka, a tak se tvůrci přestěhovali do Shepperton Studios. Přesun byl výhodný i v tom,že to byl kousek do sunburské vodárny, jejíž interiéry ideálně představovaly útroby Červeného trpaslíka. Navzdory několika protestům z řad diváků pokračovala čtvrtá řada v rytmu předcházející série a stejně jako za ni i tentokrát obdržel tým Petera Wragga cenu World Television Society za vizuální efekty.[3]
- Když si Válka v Zálivu vynutila změnu pořadí epizod čtvrté série Červeného trpaslíka (viz epizoda Roztavení), bylo rozhodnuto, že nejvhodnější bude jako první uvést tento láskou nabitý díl. Bylo to 14. února, v Den svatého Valentýna.[3]
- Že je Casablanca oblíbeným Listerovým filmem prozradila už epizoda Lepší než život, ačkoli tenkrát obdivoval remake s Peterem Beardsleym a Myrou Binglebatovou, který byl jeho nejmilejší verzí. Nyní však odkazuje přímo na originál, s jehož pomocí také učí Krytona lhát.[3]
- Listerovu verzi Kamily hrála Suzanne Rhatiganová, skutečná přítelkyně Craiga Charlese, a Krytonovu vysněnou verzi hrála přítelkyně (dnes manželka) Roberta Llewellyna Judy Pascoeová. "Bylo to fakt podivné, když poprvé vešla do studia v tom kostýmu," prohlásil Robert. "Zvláštní zkušenost. Díváte se jeden na druhého a říkáte si: "Bože, já nevím, kdo to je!"".[3]

## Kulturní reference
- Lister zmíní amerického herce Steva McQueena.
- Když se Kocour zeptá Listera, co sleduje, ten odpoví Příběhy od řeky: Nová generace (anglicky Tales of the Riverbank: The Next Generation), což je odkaz na kanadský seriál pro děti Tales of the Riverbank s křečkem Hammym v hlavní roli a na sci-fi seriál Star Trek: Nová generace.
- Listerův oblíbený film Casablanca je několikrát zmíněn a byl použit pro část příběhu.
- V epizodě je zmíněn i hororový film z roku 1958 The Blob.
- Koncept GELFa na přání je odkaz na epizodu ze seriálu Star Trek s názvem Past na muže.